# Producent (ecologie)

Voedselpiramide.

Producenten zijn autotrofe organismen die aan de basis staan van een ecosysteem en het grootste deel van de biomassa produceren. Autotrofe organismen produceren de organische stoffen die heterotrofe organismen, de consumenten en de reducenten, nodig hebben om te kunnen leven.
In een voedselpiramide bestaat het eerste trofische niveau uit producenten. Op het land zijn dit met name planten en in de eufotische zone van de oceanen vooral algen, die door middel van fotosynthese energie uit licht gebruiken voor het produceren van organische verbindingen; op de bodem van de diepzee zijn het chemosynthetiserende bacteriën.
Ook zijn producenten verantwoordelijk voor het voortbestaan van de voedselpiramide. Als de producenten dood gaan, gaat de rest van de dieren ook dood, omdat het probleem zich dan door de hele voedselpiramide werkt. Dit kan ervoor zorgen dat de dieren in de voedselpiramide uitsterven.